# The Design (catch)
 (mars 2022).
The Design est un clan de catcheurs heel composé de Joe Doering, Deaner, Angels et Big Kon. Le clan travaille actuellement au sein de la fédération américaine de catch Impact Wrestling.

## Histoire

### Impact Wrestling (2020-...)

#### Formation et rivalité avec les Deaners (2020-2021)
Le 14 novembre 2020 lors de Turning Point (2020), Eric Young accompagné de son nouvel acolyte Joe Doering, attaque The Deaners. Au cours des mois qui suivirent, les deux hommes continuèrent d'attaquer divers talents d'Impact, déclarant que ce business était malade et que c'était à eux d'intervenir pour le guérir.
Le 12 décembre lors de Final Resolution (2020), Young affrontait Rhino, pendant le match, Doering et Young attaquèrent Rhino avant que ce dernier ne soit secouru par les Deaners, cependant, Cody Deaners se retourna alors contre son partenaire Cousin Jake, permettant à Young de battre Rhino. Le 5 janvier 2021 à Impact, Deaner rejoint officiellement le clan de Young en reniant Jake Something avant de le battre lors d'un match par équipe avec Joe Doering contre Jake et Rhino. Après le match, Young, Doering et Deaner attaquèrent Jake et Rhino avant que ces derniers soient secourus par Tommy Dreamer qui les défia pour Hard to Kill pour un match par équipe à trois contre trois. Le 16 janvier lors de Hard to Kill, le clan effectue son entrée sous le nom de Violent by Design avant de remporter un match par équipe face à Jake Something, Rhino et Tommy Dreamer.

#### Arrivée de Rhino et rivalité avec Eddie Edwards (2021)
Le 13 mars lors de Sacrifice, Deaner & Doering remportèrent un match contre James Storm et Chris Sabin à la suite d'une intervention de Rhino en leur faveur, Rhino effectue alors un heel turn, rejoignant par la même occasion Violent by Design. Le 16 mars à Impact, Rhino bat Jake Something. Après le match, les membres de VBD tabassent Jake, Storm et Chris Sabin. Le 30 mars à Impact, Young perd contre Storm à la suite d'une altercation entre VBD et les partenaires de Storm à l'extérieur du ring. Le 10 avril lors de Hardcore Justice (2021), VBD bat Trey Miguel (qui remplace Dreamer), Rich Swann, Eddie Edwards et Willie Mack au cours d'un match hardcore par équipe à huit. Le 15 avril à Impact, Eddie Edwards & Willie Mack accusent VBD d'être les responsables de l'absence de Drealer à Hardcore Jutice, ce qu'Eric Young nia avant d'attaquer Mack et Edwards qui seront secourus par James Storm et Chris Sabin. Un math est alors annoncé entre VBD, Sabin, Mack, Edwards et Storm pour Rebellion. La semaine suivante à Impact, Young bat Edwards avant qu'une bagarre n'éclate entre VBD et la Team Edwards.

#### Impact World Tag Team Champions (2021-2022)
Le 20 mai à Impact, VBD encaisse le Call your Shot de Rhino (qu'il détient depuis 2020)  lui permettant d'avoir un match de championnat n'importe quand, Rhino et Doering s'en servent pour affronter et battre FinJuice (Juice Robinson et David Finlay) et ainsi remporter les Impact World Tag Team Championship,. Le 3 juin à Impact, Young a déclaré que les titres appartenaient au groupe collectivement, et en tant que leader, il déciderait qui les défendrait, ainsi Deaner et lui sont également reconnu comme champion en vertu de la Freebird Rule permettant à plus de deux catcheurs de défendre des titres par équipe,. Le 17 juillet lors de Slammiversary, Doering & Rhino perdent les titres contre The Good Brothers au cours d'un four-way tag team match incluant aussi Willie Mack & Rich Swann et Fallah Bahh & No Way.
Lors de Sacrifice (2022), Eric Young et Joe Doering battent The Good Brothers et remportent les Impact World Tag Team Championship pour la deuxième fois avec Deaner également reconnu comme champion en vertu de la Freebird Rule.  Le 7 mai lors d'Under Siege, Deaner et Young perdent les titres au profit des Briscoes. Le 30 août, Doering annonce devoir se faire opérer en raison d'une tumeur au cerveau et sera absent pour une durée indéterminée.
Le 3 novembre (enregistré le 22 octobre) à Impact, Young perd contre Sami Callihan par disqualification à la suite de l'intervention de plusieurs hommes capuchés. Après le match, Deaner révèle deux nouveaux membres de VBD comme étant Alan Angels et Big Kon.

#### Nouveau leader et The Design (2022-...)
Lors de Impact du 1er décembre, Deaner a battu Eric Young dans un combat cinématographique en prison où il était sous-entendu que Deaner l'avait poignardé avec un couteau), devenant ainsi le nouveau leader du clan. La semaine suivante, Deaner, Kon et Angels ont renommé leur clan, The Design.

## Membres
| Membres     | Arrivée         | Départ            | Notes                                               |
| ----------- | --------------- | ----------------- | --------------------------------------------------- |
| Eric Young  | 5 janvier 2021  | 1er décembre 2022 | Ancien Leader 2 fois Impact World Tag Team Champion |
| Joe Doering | 5 janvier 2021  |                   | 2 fois Impact World Tag Team Champion               |
| Deaner      | 5 janvier 2021  |                   | Leader 2 fois Impact World Tag Team Champion        |
| Rhino       | 13 mars 2021    | 16 septembre 2021 | 1 fois Impact World Tag Team Champion               |
| Angels      | 22 octobre 2022 |                   |                                                     |
| Kon         | 22 octobre 2022 |                   |                                                     |

## Palmarès
- Impact Wrestling
  - 2 fois Impact World Tag Team Champions (Young, Rhino, Doering & Deaner) (1), Young, Doering & Deaner (1)